# Fiat 611 C
Il Fiat 611 C fu un autocarro impiegato dal Regio Esercito italiano nel periodo tra le due guerre mondiali. Fu il progenitore dell'innovativo Fiat Dovunque 33.

## Storia

Un Fiat 611 C durante le prove con i cingoli installati. Sulla sponda sono visibili le rastrelliere con i moschetti dei serventi.

Alla fine degli anni venti, il Regio Esercito, alla ricerca di un autocarro fuoristrada, acquistò due modelli 6×4 inglesi: un Morris type D ed un Garner a cabina avanzata. I due mezzi dettero ottimi risultati su tutti i tipi di terreno, anche nelle prove di traino di cannoni campali. L'Ispettorato del materiale automobilistico emanò quindi le specifiche per un mezzo di questo tipo, che avrebbe dovuto avere 3 t di peso a vuoto e 2 t di portata, un raggio di sterzata di 6 m, trasmissione cardanica, passo massimo di 1,5 m ed ingombro trasversale massimo di 2 m, 35 km/h di velocità, pendenza superabile del 35% e capacità di traino di 2,5 t a 10 km/h.
La Fiat rispose al bando sviluppando nel 1929 il modello denominato Fiat 611, ispirato al Morris, dal quale differiva soprattutto per la cabina chiusa. I prototipi furono testati nel 1930 in Tripolitania italiana; durante questi test vennero smontate le portiere della cabina ed i parabrezza. Il modello definitivo, denominato Fiat 611 C (Coloniale), incorporò queste modifiche adottando una cabina di tipo aperto. Il mezzo fu acquistato dal Regio Esercito ed assegnato ai Regio corpo truppe coloniali della Tripolitania e della Cirenaica per il trasporto del cannone da 77/28 in versione portee.
Nel 1932 la Ansaldo realizzò, sul telaio del 611 C, l'autoblindo Fiat 611, realizzata in 10 esemplari, cinque armate di cannone e cinque di sole mitragliatrici, per Corpo delle guardie di pubblica sicurezza.
I veicoli furono impiegati nella guerra d'Etiopia, quando 50 esemplari furono inviati in Somalia italiana. Il Fiat 611 C rimase in servizio nei Regi Corpi Truppe Coloniali almeno fino al 1939, quando furono sostituiti dal SPA Dovunque 35.

## Tecnica
Il Fiat 611 era un autocarro a tre assi; i due assi posteriori, a ruote gemellate, erano motrici. Il treno posteriore disponeva di un doppio ponte, di un doppio differenziale e di quattro semiassi. Sugli pneumatici tipo Artiglio potevano essere installati dei cingoli polivalenti. Le sospensioni anteriori erano costituite da balestre semiellittiche longitudinali, mentre sui due assi posteriori le balestre erano ellittiche. Il telaio era costituito da due longheroni in lamiera d'acciaio stampata e chiodata ed era dotato di campana di traino regolamentare. La cabina aperta era di tipo arretrato.